# Aphnaeus trifurcata
Aphnaeus trifurcata är en fjärilsart som beskrevs av Moore 1882. Aphnaeus trifurcata ingår i släktet Aphnaeus och familjen juvelvingar. Inga underarter finns listade i Catalogue of Life.